# Рагби (школа)
Школа Рагби (или школа Регби, англ. Rugby School) — британская публичная школа, которая является главной достопримечательностью одноимённого города в графстве Уорикшир. В школе обучается около 830 мальчиков в возрасте от 11 до 18 лет. Также в школе обучаются и девочки.
Школа была основана в 1567 году на средства местного купца Лоуренса Шериффа, который сколотил состояние на поставках овощей для королевского двора. Шерифф рассчитывал, что это будет бесплатная школа для мальчиков из окрестных селений. До 1667 года сведения об учреждении крайне обрывочны, долгое время его развитию мешали судебные тяжбы между попечителями.
Взлёт репутации школы в Рагби приходится на начало XIX века. Основная заслуга в этом принадлежит Томасу Арнольду (директор в 1828—1842 годах), который попытался сделать Рагби основным конкурентом Итонского колледжа в качестве наиболее модной школы Британии. При Арнольде упор был сделан на прививании мальчикам христианских ценностей и атлетической физической подготовке. Поощрялись командные игры, включая названную именем школы игру регби. У стен школы высится памятник создателю этой игры Уильяму Эллису. Арнольдовская модель публичной школы в викторианскую эпоху стала канонической и была перенесена на другие закрытые учебные заведения такого типа.

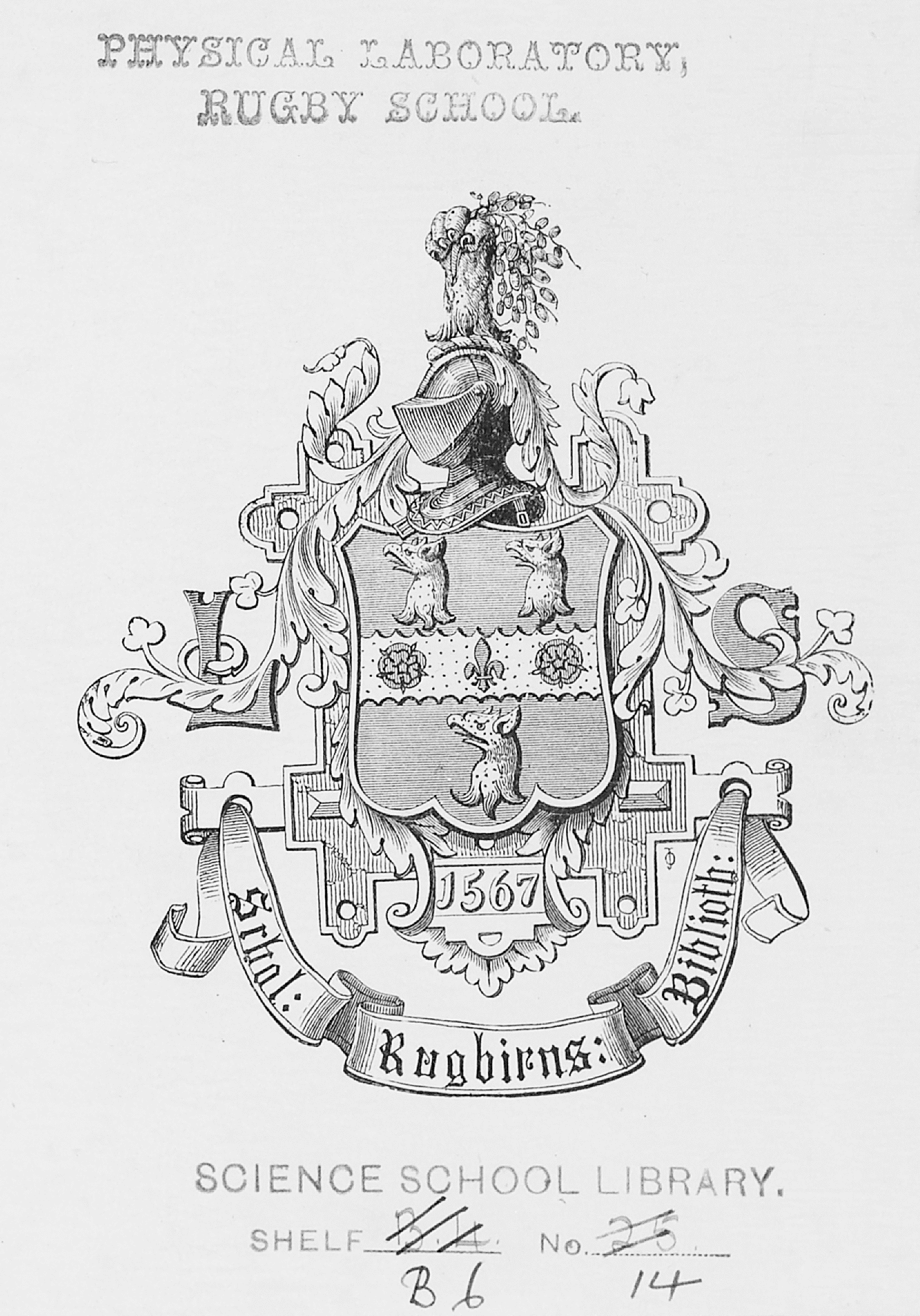
Экслибрис школы Рагби. Из фондов Европейская библиотека информации и культуры

Ядро школьного кампуса составляет георгианская застройка. Строительство главного здания было закончено в 1815 году. На исходе викторианской эпохи достройку школьного комплекса курировал известный мастер неоготики Уильям Баттерфильд.
Спортивная игра регби названа в честь школы, в которой и возникла.

## В литературе
- В Рагби арнольдовского периода происходит действие автобиографического романа Томаса Хьюза «Школьные годы Тома Брауна[англ.]» (1857).